# Cayratia simplicifolia
Cayratia simplicifolia là một loài thực vật hai lá mầm trong họ Nho. Loài này được (Merr.) Quisumb. miêu tả khoa học đầu tiên năm 1944.